# Upavon
Upavon è un comune rurale inglese e parrocchia civile, sito nella contea dello Wiltshire. Si trova a circa 6,4 km a sud di Pewsey e a 16 km a sud-est di Devizes. È attraversato dal fiume Avon, dal quale prende il nome (Up Avon, cioè nella parte superiore del fiume Avon).